# Río Pakra
Pakra es un río de Eslavonia Occidental en Croacia Central. Es tributario del río Trevez. Gran parte de su cauce se encuentra canalizado para mejorar su flujo. 
El río Pakra nace en el sur de las montañas de Ravna Gora (cerro Metla - 775 m s. n. m.), en el norte de la aldea de Bučje. Fluye hacia el oeste, atravesando la ciudad de Pakrac (Ciudad), dirigiéndose luego a Lipik. Continúa posteriormente al oeste pasando por Banova Jaruga. Desemboca en el río Trevez, a unos siete kilómetros del río Sava.